# Mount Shadow
Mount Shadow ist ein kleiner Berg in den Admiralitätsbergen im ostantarktischen Viktorialand. Er ragt nahe der Westseite des Shadow Bluff an der Mündung des Leander-Gletschers in den Tucker-Gletscher auf.
Die Erstbesteigung gelang im Januar 1958 Teilnehmern der New Zealand Geological Survey Antarctic Expedition (1957–1958), die ihn in Anlehnung an die Namensgebung für den nahe gelegenen Mount Midnight und dem Shadow Bluff benannten.